# تاكاهيرو أراتاشيما
تاكاهيرو أراتاشيما (باليابانية: 浦島 貴大) (12 مايو 1988 في أوتسو في اليابان – )؛ هو لاعب كرة قدم ياباني سابق كان يلعب كمدافع.

## وصلات خارجية
- تاكاهيرو أراتاشيما على موقع رابطة كرة القدم اليابانية للمحترفين (اليابانية)
- تاكاهيرو أراتاشيما على موقع Soccerway.com (الإنجليزية)
- تاكاهيرو أراتاشيما على موقع عالم كرة القدم.نت (الإنجليزية)